# Nikos Michelis
Nikolaos ("Nikos") Michelis (Grieks: Νικόλαος "Νίκος" Μιχελής; Athene, 23 maart 2001) is een Grieks voetballer die doorgaans speelt als centrale verdediger. In augustus 2024 verruilde hij Mirandés voor Académico Viseu.

## Clubcarrière
Michelis speelde voor de Juventus Academy in Athene, voor hij werd opgenomen in de jeugd van Asteras Tripolis. In januari 2019 stapte de verdediger over naar AC Milan. In de zomer van 2021 werd hij voor een jaar verhuurd aan Willem II, dat tevens een optie tot koop verkreeg. Michelis maakte op 15 augustus 2021 zijn professionele debuut namens Willem II in de eerste speelronde van de Eredivisie in het seizoen 2021/22. In eigen huis werd gespeeld tegen Feyenoord en door doelpunten van Bryan Linssen, Luis Sinisterra, Guus Til en Naoufal Bannis werd met 0–4 verloren. De Griek moest van coach Fred Grim als reservespeler aan het duel beginnen en hij mocht achttien minuten voor het einde van de wedstrijd invallen voor Ulrik Yttergård Jenssen.
Na de verhuurperiode mocht Michelis definitief vertrekken bij AC Milan en hierop verkaste hij naar Mirandés, waar hij zijn handtekening zette onder een verbintenis voor de duur van drie seizoenen. Deze club verhuurde hem in de zomer van 2023 aan Osasuna, waar hij gehaald werd voor het tweede elftal. In augustus 2024 nam Académico Viseu hem over.

## Clubstatistieken
| Seizoen | Club            | Competitie         | Competitie | Competitie | Beker | Beker | Internationaal | Internationaal | Totaal | Totaal |
| Seizoen | Club            | Competitie         | Wed.       | Dlp.       | Wed.  | Dlp.  | Wed.           | Dlp.           | Wed.   | Dlp.   |
| ------- | --------------- | ------------------ | ---------- | ---------- | ----- | ----- | -------------- | -------------- | ------ | ------ |
| 2020/21 | AC Milan        | Serie A            | 0          | 0          | 0     | 0     | 0              | 0              | 0      | 0      |
| 2021/22 | → Willem II     | Eredivisie         | 13         | 0          | 0     | 0     | —              | —              | 13     | 0      |
| 2022/23 | Mirandés        | Segunda División   | 16         | 0          | 1     | 0     | —              | —              | 17     | 0      |
| 2023/24 | → Osasuna B     | Primera Federación | 25         | 1          | —     | —     | —              | —              | 25     | 1      |
| 2024/25 | Académico Viseu | Liga Portugal 2    | 0          | 0          | 0     | 0     | —              | —              | 0      | 0      |
| Totaal  | Totaal          | Totaal             | 54         | 1          | 1     | 0     | 0              | 0              | 55     | 1      |

Bijgewerkt op 20 augustus 2024.